# Banco Central da Rússia
Banco Central da Federação Russa (em russo:  Центральный банк Российской Федерации Tsentral'nyy bank Rossiyskoy Federatsii), também conhecido como Banco da Rússia (em russo:  Банк России Bank Rossii) é o banco central da Federação Russa, fundado em 1860 como Banco Estatal do Império Russo sede na Rua Neglinnaya, em Moscou. Suas funções são descritas na constituição russa (artigo 75) e na lei federal especial.

## História

### Banco Estatal do Império Russo

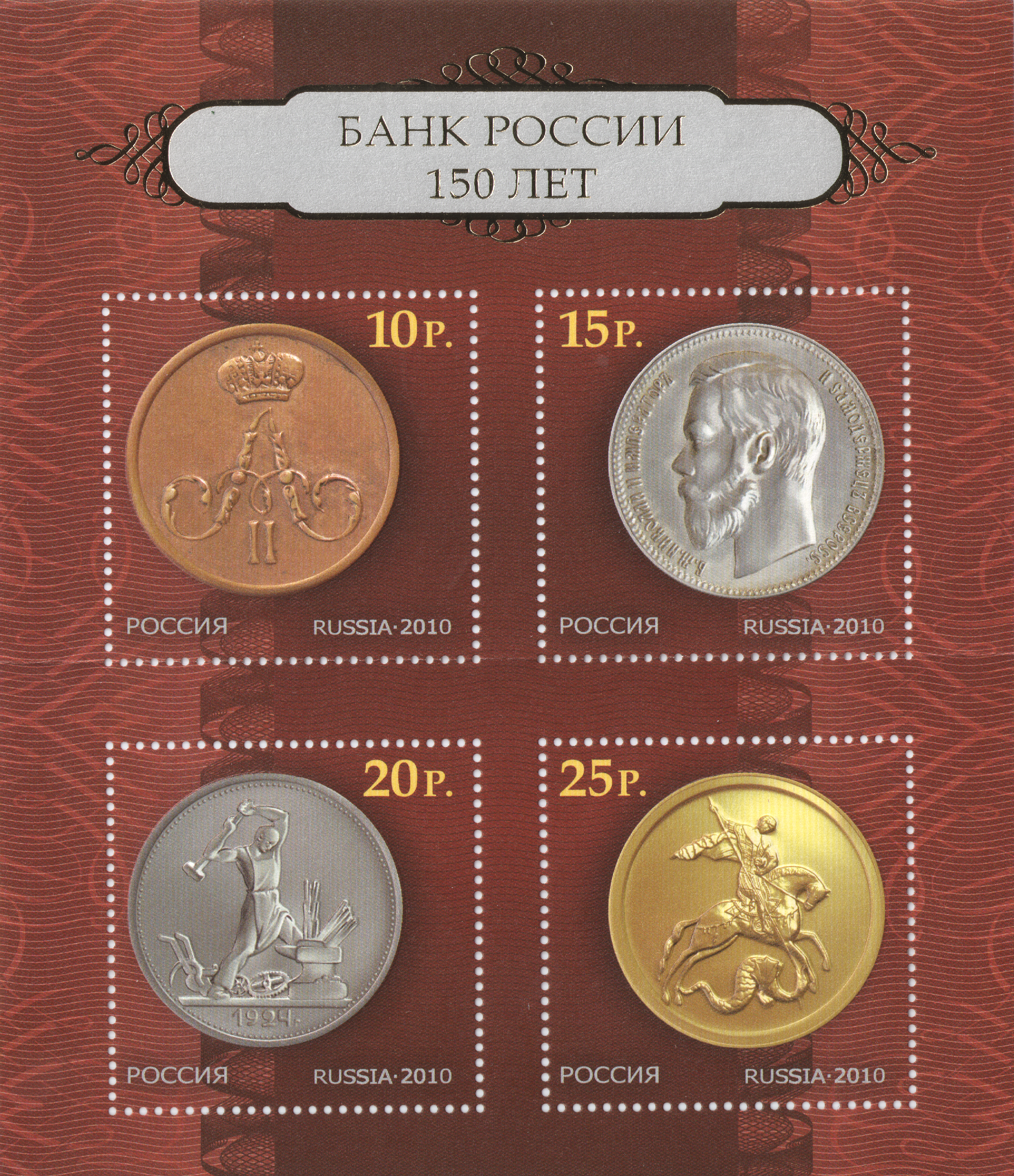
Folha de selo russo em comemoração ao aniversário de 150 anos da criação do Banco da Rússia

A decisão de criar um Banco Estatal do Império Russo foi tomada pelo Imperador Pedro III em maio de 1762, que foi modelada no Banco da Inglaterra e teria o direito de emitir notas de banco. No entanto, devido ao golpe de 28 de junho de 1762 e ao assassinato do czar, o projeto não foi implementado. A eclosão da guerra russo-turca em 1768 e o déficit do orçamento do estado forçaram Catarina II, por sua vez, a se referir à ideia de emitir um papel-moeda e, em dezembro de 1768, formou o Banco de Designação do Estado, que existia até 1818 e foi substituído pelo Banco Comercial do Estado, mas o primeiro órgão do banco central na Rússia foi estabelecido em 12 de junho (no calendário antigo: 31 de maio) como The State Bank (GosBank) of Russian Empire (em russo:  Государственный банк Российской Империи), formado na base do State Commercial Bank pelo ukaz do imperador Alexandre II. Este ukaz também ratificou os estatutos do banco. De acordo com os estatutos, era um banco estatal, destinado ao crédito de curto prazo do comércio e da indústria.
No início de 1917, o banco possuía onze agências, 133 escritórios permanentes e cinco temporários e 42 agências. Em 7 de novembro de 1917, o Banco Estatal Russo foi desestabilizado e substituído pelo Banco Popular, que existia até o estabelecimento do Gosbank soviético.

### Banco Estatal da União Soviética

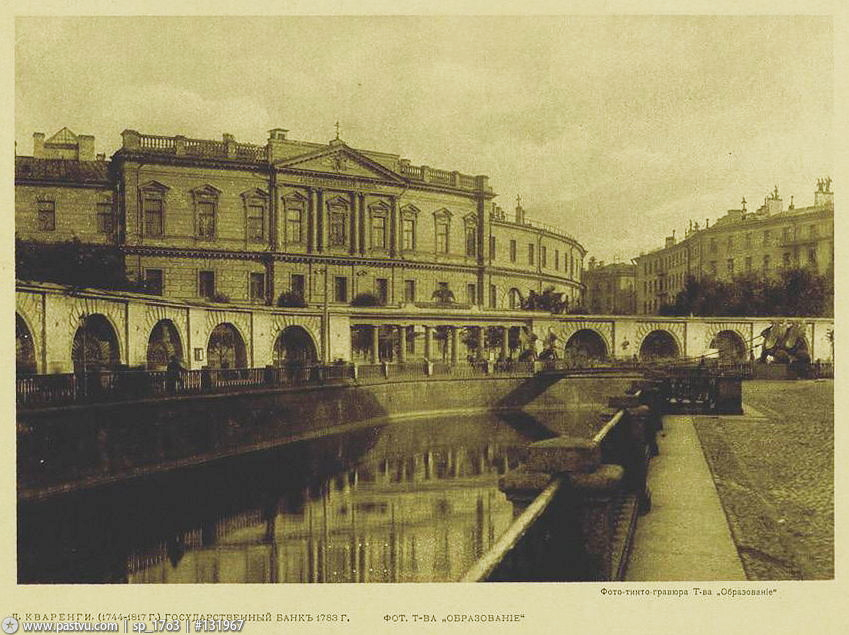
Sede do GosBank em São Petersburgo (1905)

### O Banco Central da Federação Russa
O Banco Central da Federação Russa (Banco da Rússia) foi fundado em 13 de julho de 1990 como resultado da transformação do Banco Republicano Russo do Banco Estatal da URSS. Era responsável perante o Soviete Supremo do RSFSR. Em 2 de dezembro de 1990, o Soviete Supremo do RSFSR aprovou a Lei no Banco Central da Federação Russa (Banco da Rússia), segundo a qual o Banco da Rússia se tornou uma entidade legal, o principal banco do RSFSR e era responsável por o Soviete Supremo do RSFSR. Em junho de 1991, a carta foi adotada pelo Banco da Rússia. Em 20 de dezembro de 1991, o Banco Estatal da URSS foi abolido e todos os seus ativos, passivos e propriedades no RSFSR foram transferidos para o Banco Central da Federação Russa (Banco da Rússia), que foi renomeado para o Banco Central da Rússia. Federação (Banco da Rússia). Desde 1992, o Banco da Rússia começou a comprar e vender moeda estrangeira no mercado de câmbio criado por ele, estabelecer e publicar as taxas de câmbio oficiais de moedas estrangeiras contra o rublo.

## Papel e deveres
Segundo a constituição, é uma entidade independente, com a principal responsabilidade de proteger a estabilidade da moeda nacional, o rublo.
Antes de 1 de setembro de 2013, era o principal órgão regulador do setor bancário russo, responsável pelas licenças bancárias, regras das operações bancárias e normas contábeis, servindo como emprestador de última instância para as organizações de crédito. Após a data marcada, as funções e os poderes do CBR foram significativamente expandidos e o banco central recebeu o status de mega regulador de todos os mercados financeiros da Rússia.
Ela detém o direito exclusivo de emitir notas e moedas de rublo através das casas da moeda de Moscou e São Petersburgo, a casa da moeda Goznak.[carece de fontes?] O banco central emite moedas comemorativas feitas de metais preciosos e não preciosos, bem como moedas de investimento feitas de metais preciosos, que são distribuídas dentro e fora do país. Em 2010, em homenagem ao seu 150º aniversário, emitiu uma moeda de ouro comemorativa de 5 quilos, Alexander II.
Segundo a lei russa, metade do lucro do banco deve ser canalizada para o orçamento federal do governo. O Banco Central da Rússia é membro do BIS.
O Banco da Rússia possui uma participação de 57,58% no Sberbank, o principal banco comercial do país. O Banco da Rússia possui também 100% de participação na Russian National Ressurance Company (RNRC), maior empresa nacional de resseguros. O RNRC foi criado para prevenir possíveis problemas com resseguros no exterior de grandes riscos sob sanções internacionais durante a crise ucraniana, como a construção da Ponte da Crimeia.

### Atividades antifraude
Em 2017, no âmbito de um projeto conjunto de anti-phishing do Banco da Rússia e do mecanismo de pesquisa Yandex, apareceu uma marca de seleção especial (um círculo verde com um visto e a caixa de texto 'Реестр ЦБ РФ' (Registro do Banco da Rússia)) nos resultados da pesquisa, informando ao consumidor que o site é realmente de propriedade de uma empresa registrada legalmente licenciada pelo Banco da Rússia.

## Presidentes

### Governadores do Banco Estatal do Império Russo
O governador foi nomeado pelo Imperador da Rússia.
| №   | Nome (governador)       | Foto | Mandato             | Mandato        | Apontado por  |
| №   | Nome (governador)       | Foto | Início do mandato   | Fim do mandato | Apontado por  |
| --- | ----------------------- | ---- | ------------------- | -------------- | ------------- |
| 1 1 | Alexander von Stieglitz |      | 10 de junho de 1860 | 1866           | Alexander II  |
| 2   | Evgeniy Lamanskiy       |      | 1866                | 1881           | Alexander II  |
| 3   | Alexey Tsismen          |      | 1881                | 1889           | Alexander III |
| 4   | Yuliy Zhukovskiy        |      | 1889                | 1894           | Alexander III |
| 5   | Eduard Pleske           |      | 1894                | 1903           | Nicholas II   |
| 6   | Sergey Timashev         |      | 1903                | 1909           | Nicholas II   |
| 7   | Alexey Konshin          |      | 1909                | 1914           | Nicholas II   |
| 8   | Ivan Shipov             |      | 1914                | 1917           | Nicholas II   |

### Presidente do conselho de administração do Banco Estatal da URSS
O presidente foi nomeado pelo primeiro-ministro da União Soviética.
| №  | Nome (governador)     | Foto | Mandato                | Mandato                | Apontado por                       |
| №  | Nome (governador)     | Foto | Início do mandato      | Fim do mandato         | Apontado por                       |
| -- | --------------------- | ---- | ---------------------- | ---------------------- | ---------------------------------- |
| 1  | Aron Sheinman         |      | 1921                   | 1924                   | Vladimir Lenin                     |
| 2  | Nikolai Tumanov       |      | 5 de março de 1924     | 16 de janeiro de 1926  | Alexei Rykov                       |
| 3  | Georgy Pyatakov       |      | 19 de abril de 1929    | 18 de outubro de 1930  | Alexei Rykov                       |
| 4  | Moissei Kalmanovich   |      | 18 de outubro de 1930  | 4 de abril de 1934     | Vyacheslav Molotov                 |
| 5  | Lev Maryasin          |      | 4 de abril de 1934     | 14 de julho de 1936    | Vyacheslav Molotov                 |
| 6  | Solomon Kruglikov     |      | 14 de julho de 1936    | 15 de setembro de 1937 | Vyacheslav Molotov                 |
| 7  | Alexey Grichmanov     |      | 15 de setembro de 1937 | 16 de julho de 1938    | Vyacheslav Molotov                 |
| 8  | Nikolai Bulganin      |      | 2 de outubro de 1938   | 17 de abril de 1940    | Vyacheslav Molotov                 |
| 9  | Nikolai K. Sokolov    |      | 17 de abril de 1940    | 12 de outubro de 1940  | Vyacheslav Molotov                 |
| 10 | N. Bulganin           |      | 12 de outubro de 1940  | 23 de maio de 1945     | Joseph Stalin                      |
| 11 | Yakov Golev           |      | 23 de maio de 1945     | 23 de março de 1948    | Joseph Stalin                      |
| 12 | Vasily Popov          |      | 23 de março de 1948    | 31 de março de 1958    | Georgy Malenkov e Nikolai Bulganin |
| 13 | N. Bulganin           |      | 31 de março de 1958    | 15 de agosto de 1958   | Nikita Khrushchev                  |
| 14 | Alexander Korovushkin |      | 15 de agosto de 1958   | 14 de agosto de 1963   | Nikita Khrushchev                  |
| 15 | Alexey Poskonov       |      | 1963                   | 1969                   | Alexei Kosygin                     |
| 16 | Miefodiy Svieshnikov  |      | 1969                   | 1976                   | Alexei Kosygin                     |
| 17 | Vladimir Alkhimov     |      | 11 de outubro de 1976  | 10 de janeiro de 1986  | Nikolai Tikhonov                   |
| 18 | Viktor Dementsev      |      | 10 de janeiro de 1986  | 22 de agosto de 1987   | Nikolai Ryzhkov                    |
| 19 | Nikolai Garetovsky    |      | 22 de agosto de 1987   | 7 de junho de 1989     | Nikolai Ryzhkov                    |
| 20 | Viktor Gerashchenko   |      | 7 de junho de 1989     | 26 de agosto de 1991   | Valentin Pavlov                    |
| 21 | Andrei Zverev         |      | 26 de agosto de 1991   | 20 de dezembro de 1991 | Ivan Silayev                       |

### Presidente do Banco Central da Federação Russa
O Presidente do Conselho de Administração do Banco Central da Rússia  é o chefe do sistema bancário central da Federação Russa. O chefe é escolhido pelo presidente da Rússia; e serve por mandatos de quatro anos após a nomeação. Um Chefe pode ser nomeado por vários mandatos consecutivos (Sergey Ignatyev foi o Governador do Banco Central por 11 anos, e ele foi nomeado três vezes, no mais longo período de serviço na Rússia pós-soviética).
| №   | Nome (governador)    | Foto | Mandato                | Mandato                | Apontado por   |
| №   | Nome (governador)    | Foto | Início do mandato      | Fim do mandato         | Apontado por   |
| --- | -------------------- | ---- | ---------------------- | ---------------------- | -------------- |
| 1 1 | Georgy Matyukhin     |      | 25 de dezembro de 1990 | 16 de maio de 1992     | Boris Yeltsin  |
| 2   | Viktor Gerashchenko  |      | 17 de julho de 1992    | 18 de outubro de 1994  | Boris Yeltsin  |
| 3   | Tatyana Paramonova   |      | 19 de outubro de 1994  | 08 de novembro de 1995 | Boris Yeltsin  |
| 4   | Alexander Khandruyev |      | 8 de novembro de 1995  | 22 de novembro de 1995 | Boris Yeltsin  |
| 5   | Sergei Dubinin       |      | 22 de novembro de 1995 | 11 de setembro de 1998 | Boris Yeltsin  |
| 6   | Viktor Gerashchenko  |      | 11 de setembro de 1998 | 20 de março de 2002    | Boris Yeltsin  |
| 7   | Sergei Ignatyev      |      | 21 de março de 2002    | 23 de junho de 2013    | Vladimir Putin |
| 9   | Elvira Nabiullina    |      | 24 de junho de 2013    | presente               | Vladimir Putin |

## Subsidiárias
O Banco Central da Rússia detém interesses participativos diretamente significativos em várias empresas russas:
- Sberbank da Rússia (52% das ações);
- Câmbio Interbancário de Moscou (11,8% das ações);
- Bolsa de Valores de São Petersburgo (8,903% das ações);
- Companhia Nacional de Resseguros da Rússia (100% das ações);
- Sociedade fiduciária do Fundo de Consolidação do Setor Bancário (100% das ações);
- Rosincas (Associação Russa de Trocas em Trânsito).

Além disso, o Banco da Rússia detinha interesses anteriores em algumas outras organizações russas. Em particular, após a liquidação do Gosbank (Banco Estatal da URSS), o CBR adquiriu benefícios completos ou controladores em cinco chamados "bancos estrangeiros da Rússia" (até 1991 - "bancos estrangeiros soviéticos"):
- VTB Bank (99,99% das ações - até 2002, agora - 60,9% pertencem à Agência Federal de Gerenciamento de Propriedades do Estado (Rosimushchestvo));
- Donau Bank AG, Viena;
- Leste-Oeste United Bank, Luxemburgo;
- Eurobank, Paris;
- Moscow Narodny Bank, Londres;
- Ost-West Handelsbank, Frankfurt am Main.

Todos eles eram membros do sistema URSS Vneshekonombank e foram transferidos para a RBC em 1992 pela Resolução do Presidium do Supremo Soviete da Rússia. Por mais de cinco anos - 2000 a 2005 - todas as ações dos bancos estrangeiros da Rússia foram compradas do Banco da Rússia pelo VTB Bank. Como parte do apoio financeiro às instituições de crédito, o Banco da Rússia investe nelas através do Fundo de Consolidação do Setor Bancário e adquire (de forma temporária e indireta) ações no patrimônio de tais bancos. O primeiro projeto desse tipo foi o Otkritie FC Bank, no verão de 2017.

## Política
Em dezembro de 2014, em meio à queda dos preços globais do petróleo, sanções ocidentais sobre a crise na Ucrânia, fuga de capitais e temores de recessão, o banco aumentou a taxa mínima de recompra de leilões de uma semana em 6,5 pontos, para 17%. Isso causou uma corrida no rublo e, em 29 de janeiro, o banco diminuiu a taxa em dois pontos para 15%.
Em janeiro de 2015, o chefe da política monetária, Ksenia Yudayeva, um defensor de rígida política anti-inflacionária, foi substituído por Dmitry Tulin, que é "visto como mais aceitável pelos banqueiros, que pediram taxas de juros mais baixas".